# رودولف كويفو

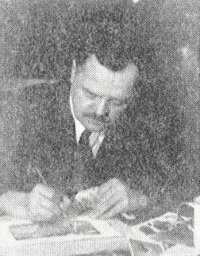

رودولف كويفو (Rudolf Koivu؛ سانت بطرسبرغ، 24 ديسمبر 1890 - هلسنكي، 11 أكتوبر 1946) رسام، أبرز مـُصور فنلندي لكتب الأطفال على الإطلاق وكاتب قصص خيالية. عـرف رسوم قصص ساكريس توبيليوس وهانس كريستيان أندرسن والأخوان غريم، وألف ليلة وليلة. شارك الكاتب راول راوني بتقديم قدمت عدة أعمال معروفة. بالإضافة للقصص المصورة وضع كويفو أغلفة الروايات والكتب التعليمية وكتب الأغاني. وبالإضافة إلى ذلك، وجه 155 بطاقات بريدية أصلية، وخاصة بطاقات عيد الميلاد. يكتب في قصصه هو كتاب القصص القصيرة التي جمعها رودولف كويفو.